# Thermonotus
Thermonotus es un género de escarabajos longicornios de la tribu Lamiini.

## Especies
- Thermonotus apicalis Ritsema, 1881
- Thermonotus coeruleipennis Aurivillius, 1911
- Thermonotus cylindricus Aurivillius, 1911
- Thermonotus nigripennis Ritsema, 1896
- Thermonotus nigripes Gahan, 1888
- Thermonotus nigriventris Breuning, 1959
- Thermonotus pasteuri Ritsema, 1890
- Thermonotus ruber (Pic, 1923)
- Thermonotus rufipes Breuning, 1958